# La Femme de Jean
La Femme de Jean és una pel·lícula dramàtica francesa del 1974 dirigida per Yannick Bellon i protagonitzada per France Lambiotte i Claude Rich.

## Sinopsi
Jean es divorcia de Nadine després de divuit anys de matrimoni. Quan Jean ha marxat, Nadine cau en un forat profund i es tanca totalment en si mateixa. El seu fill Remi, de 17 anys, la fa viatjar a París i reflexionar sobre ella mateixa. Nadine es retroba lentament i pren consciència de les seves habilitats, encara que les nits siguin especialment solitàries i els pensaments sobre el temps amb Jean continuïn conduint-la a fases depressives.
Per poder cuidar adequadament de Remi, Nadine busca feina i inicia la lluita per trobar el seu camí de retorn a la vida. Coneix a David, un enginyer que l'anima a començar a estudiar de nou. Ara Nadine finalment s'adona que és una personalitat capaç de ser independent del seu marit i de dirigir la seva pròpia la vida. Es torna a convertir en ella mateixa, Nadine, i ja no és només la dona de Jean.

## Repartiment
- France Lambiotte: Nadine
- Claude Rich: Jean
- Hippolyte Girardot: Rémi
- James Patrick Mitchell: David
- Tatiana Moukhine: Christine
- Regine Mazella

## Comentari
| « | Yannick Bellon tracta a través d'un cas exemplar una realitat contemporània, sense sectarisme, sense rebuig de l'home, amb una precisió que toca constantment. | » |

## Premis
Va formar part de la selecció oficial del Festival Internacional de Cinema de Sant Sebastià 1974, en la que va assolir bones crítiques i fou premiada amb una Conquilla de plata.